# Cratere Leucippus
Leucippus è un cratere lunare di 57,03 km situato nella parte nord-orientale della faccia nascosta della Luna.
Il cratere è dedicato al filosofo greco Leucippo.

## Crateri correlati
Alcuni crateri minori situati in prossimità di Leucippus sono convenzionalmente identificati, sulle mappe lunari, attraverso una lettera associata al nome.
| Leucippus | Coordinate             | Diametro (in km) |
| --------- | ---------------------- | ---------------- |
| F         | 29°13′48″N 113°54′00″W | 25,04            |
| K         | 27°16′48″N 115°30′36″W | 17,25            |
| Q         | 25°42′00″N 119°22′48″W | 89,45            |
| X         | 33°10′48″N 119°15′36″W | 35,33            |